# IC 5258
IC 5258 ist eine elliptische Galaxie vom Hubble-Typ E/S0 im Sternbild Pegasus am Nordsternhimmel. Sie ist schätzungsweise 358 Millionen Lichtjahre von der Milchstraße entfernt und hat einen Durchmesser von etwa 125.000 Lichtjahren.
Das Objekt wurde am 26. Oktober 1897 von Stéphane Javelle entdeckt.